# フィロジニー
フィロジニー （英: philogyny）とは、女性に対する愛好や賞賛の事であり、対義語はミソジニーである。フィロジニーは、女性や女らしさに対して性的魅力を感じるガイネフィリア（英: gynephilia）と混同しないようにすべきである。
フィロジニーはギリシア哲学において女性を過度に好きになる事を意味するために使われており、ミソジニーと同様に病気の一つだと考えられていた事がキケロによって報告されている。
クリスチャン・グローズ・グリーンはミソジニーの概念に代わるものとして、フィロジニーの概念的内容を発達せる必要があると主張している。彼はレイウィン・コンネルの覇権的男性性理論を批判し、モザンビークのマプトの若者の間でフィロジニー的な男性性がどのように展開されているかを示している。

## 語源
フィロジニーは接頭辞philo- （〜を愛する）とギリシア語のgynē（女性）に由来している。